# Ele’azar bar Šemu’el
Ele’azar bar Šemu’el (geb. im 12. Jahrhundert; gest. nach 1220; auch: Ele’azar ha-Roqeaḥ) war ein jüdischer Gelehrter, dessen Familie aus Speyer kam.
Bekannt blieb er vor allem, weil er einer der Unterzeichner der Taqqanot Qehillot Šum war, einer gemeinsamen Rechtssammlung der SchUM-Städte, der jüdischen Gemeinden von Speyer, Worms und Mainz. Für die Versammlung der Gemeinden in Mainz 1220, auf der das erstmals geschah, wird er einerseits als Vertreter der Gemeinde Speyer angeführt, andererseits aber auch als Vertreter der Gemeinde Mainz. Weiter ist von ihm bekannt, dass er dem Gericht der jüdischen Gemeinde in Speyer angehörte, einem dreiköpfigen Kollegium. Diesem gehörte auch sein Bruder Simḥa bar Šemu’el von Speyer an. In einem anderen Kontext arbeitete er mit Yitsḥaq bar Šemu’el ha-Lewi in einem solchen richterlichen Dreier-Kollegium zusammen.
In der älteren Literatur wurde Ele’azar bar Šemu’el noch mit Eli’ezer bar Šemu’el genannt von Metz identifiziert. Heute geht die Forschung aber davon aus, dass dieser spätestens um 1200 gestorben ist.